# Karanți, Veliko Tărnovo
Karanți (în bulgară Каранци) este un sat în comuna Polski Trămbeș, regiunea Veliko Tărnovo,  Bulgaria. 

## Demografie
Componența etnică a satului Karanți
     Turci (2,64%)
     Bulgari (62,91%)
     Romi (5,62%)
     Nicio identificare (28,8%)
La recensământul din 2011, populația satului Karanți era de 302 locuitori. Din punct de vedere etnic, majoritatea locuitorilor (62,91%) erau bulgari, existând și minorități de romi (5,62%) și turci (2,64%). Pentru 28,8% din locuitori nu este cunoscută apartenența etnică.